# Kamptodiplosis indica
Kamptodiplosis indica är en tvåvingeart som först beskrevs av Rao och Grover 1959.  Kamptodiplosis indica ingår i släktet Kamptodiplosis och familjen gallmyggor. Inga underarter finns listade i Catalogue of Life.